# Puygaillard-de-Quercy
Puygaillard-de-Quercy một thị xã và xã ở tỉnh Tarn-et-Garonne trong vùng Tarn-et-Garonne, Pháp.